# Lake Mathews
Lake Mathews es un lugar designado por el censo ubicado en el condado de Riverside en el estado estadounidense de California. En el año 2010 tenía una población de 5.890 habitantes.

## Geografía
Lake Mathews se encuentra ubicado en las coordenadas 33°49′30″N 117°26′6″O / 33.82500, -117.43500.